# Sanremo-Festival 1959
Die neunte Ausgabe des Festival della Canzone Italiana di Sanremo fand 1959 vom 29. bis 31. Januar im städtischen Kasino in Sanremo statt und wurde von Enzo Tortora und Adriana Serra moderiert.

## Ablauf

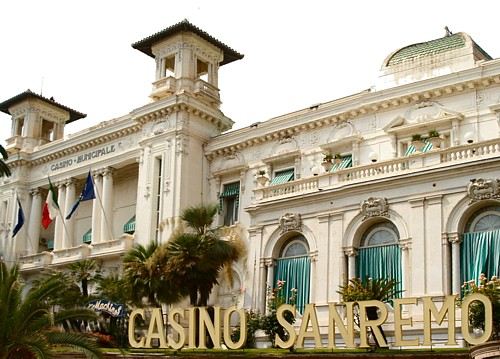
Das städtische Kasino, Veranstaltungsort des Sanremo-Festivals

Der Sieg des innovativen Nel blu dipinto di blu im letzten Jahr hatte zu einer Aufbruchsstimmung bei Publikum und Organisatoren des Festivals geführt. Organisator Achille Cajafa, der 17 Tage vor Beginn der Veranstaltung bei einem Autounfall ums Leben kam, hatte in diesem Sinne neue Dirigenten (Gianni Ferrio und William Galassini) und auch wieder ein neues Moderatorenduo verpflichtet. Das Teilnehmerfeld setzte sich einmal mehr sowohl aus Debütanten (sechs von insgesamt 17 Teilnehmern, darunter Betty Curtis) als auch aus alteingesessenen Sängern wie Nilla Pizzi, Gino Latilla und Claudio Villa zusammen. Auch die Sieger der letzten Ausgabe, Domenico Modugno und Johnny Dorelli, nahmen erneut teil.
Die Wettbewerbsregeln blieben unverändert. Jedes Lied wurde in zwei Versionen präsentiert, die Hälfte am ersten, der Rest am zweiten Abend. Nur insgesamt zehn Lieder konnten sich nach der Juryabstimmung für das Finale qualifizieren. Wie schon im letzten Jahr konnten sich am Ende Domenico Modugno und Johnny Dorelli durchsetzen, mit dem Lied Piove, wenn auch diesmal nur knapp vor den Zweitplatzierten Arturo Testa und Gino Latilla. Es war dies der einzige Fall in der Geschichte des Sanremo-Festivals, dass zwei Interpreten zwei Jahre in Folge gewinnen konnten.
Das Publikumsinteresse hatte ein enormes Level erreicht; neben den geschätzten 20 Millionen Fernsehzuschauern füllten sich die Hotels in Sanremo mit Fans und Autogrammjägern. Leidtragender war u. a. Claudio Villa, der am Finalabend mit einer verrenkten Schulter auftreten musste, die er sich während eines Ansturms von Fans zugezogen hatte.

## Teilnehmende Beiträge
| Platzierung  | Interpret                                                        | Lied                       | Autoren                                                     |
| ------------ | ---------------------------------------------------------------- | -------------------------- | ----------------------------------------------------------- |
| 1            | Domenico Modugno / Johnny Dorelli                                | Piove                      | Domenico Modugno, Dino Verde                                |
| 2            | Arturo Testa / Gino Latilla                                      | Io sono il vento           | Gian Carlo Testoni, Giuseppe Fanciulli                      |
| 3            | Achille Togliani / Teddy Reno                                    | Conoscerti                 | Giovanni D’Anzi                                             |
| 4            | Jula de Palma / Tonina Torrielli                                 | Tua                        | Bruno Pallesi, Walter Malgoni                               |
| 5            | Aurelio Fierro / Teddy Reno                                      | Lì per lì                  | Luciano Beretta, Guido Viezzoli                             |
| 6            | Fausto Cigliano / Nilla Pizzi                                    | Sempre con te              | Roberto Murolo                                              |
| 7            | Aurelio Fierro / Natalino Otto                                   | Avevamo la stessa età      | Claudio Calcagno, Marino Marini                             |
| 8 (ex aequo) | Claudio Villa und Gino Latilla / Johnny Dorelli und Betty Curtis | Una marcia in fa           | Mario Panzeri, Vittorio Mascheroni                          |
| 8 (ex aequo) | Betty Curtis / Wilma De Angelis                                  | Nessuno                    | Antonietta De Simone, Edilio Capotosti, Vittorio Mascheroni |
| 10           | Betty Curtis / Claudio Villa                                     | Un bacio sulla bocca       | Alberto Testa, Gigi Cichellero                              |
|              | Nilla Pizzi / Tonina Torrielli                                   | Adorami                    | Gian Carlo Testoni, Umberto Fusco                           |
|              | Anna D’Amico / Natalino Otto                                     | Così così                  | Valerio Vancheri                                            |
|              | Gino Latilla / Natalino Otto                                     | La luna è un’altra luna    | Raoul De Giusti, Biri, Alberto Testa, Carlo Alberto Rossi   |
|              | Achille Togliani / Teddy Reno                                    | Ma baciami                 | Dante Panzuti, Antigono Godini, Pietro Rizza                |
|              | Arturo Testa / Fausto Cigliano                                   | Né stelle né mare          | Gian Carlo Testoni, Giorgio Fabor                           |
|              | Nilla Pizzi / Tonina Torrielli                                   | Il nostro refrain          | Santi, Olivieri                                             |
|              | Claudio Villa / Johnny Dorelli                                   | Partir con te              | Pino Calvi                                                  |
|              | Jula de Palma / Wilma De Angelis                                 | Per tutta la vita          | Alberto Testa, Pino Spotti                                  |
|              | Achille Togliani / Arturo Testa                                  | Tu sei qui                 | Alberto Testa, Silvano Birga                                |
|              | Jula de Palma / Miranda Martino                                  | La vita mi ha dato solo te | Biagio Casalini, Marcello De Martino                        |

## Erfolge
Domenico Modugno nahm mit dem Siegerlied wie auch schon im Vorjahr am Eurovision Song Contest teil, wo er diesmal zwar nur den sechsten Platz erreichte, aber erneut den nachher international erfolgreichsten Beitrag ablieferte. Io sono il vento, das auf dem zweiten Platz gelandet war, war auf italienischer Ebene ähnlich erfolgreich. Auch das Lied Nessuno, das von den Debütantinnen Wilma De Angelis und Betty Curtis gesungen wurde, entwickelte sich bald nach dem Festival in der Version von Mina zu einem Hit. Jula de Palma konnte mit ihrem erotisch angehauchten Beitrag Tua Aufsehen erregen. Wenig erfolgreich waren hingegen die früheren Favoriten Claudio Villa und Nilla Pizzi.